# Cimetière boisé de Des Moines
Le cimetière boisé de Des Moines (Woodland cemetery, Des Moines) est un cimetière boisé municipal situé à Des Moines, la capitale de l'état de l'Iowa aux États-Unis. 
C'est le plus ancien cimetière de la ville, fondé en 1848 avant même que Des Moines ne devienne la capitale de l'Iowa. Il s'étend sur 28 hectares et comprend quelque 80 000 tombes.

## Personnalités notables
- Rollin V. Ankeny (1830 – 1901), soldat
- Nathaniel B. Baker (1818 – 1876), homme politique
- Marcellus M. Crocker (1830 – 1865), général de la guerre de sécession
- Albert B. Cummins (1850 – 1926), 18e gouverneur de l'Iowa
- Josiah Given (1828 – 1908), avocat, soldat
- Frederick Marion Hubbell (1839 – 1930), hommes d'affaires
- John A. Kasson (1822 – 1910), homme politique
- John MacVicar (1859 – 1928), maire de Des Moines (élu en 1896, 1898, 1900 et 1928)
- Samuel Merrill (1822 – 1899), 7e gouverneur de l'Iowa
- Charles A. Rawson (1867 – 1936), candidat au sénat de l'Iowa en 1922
- James C. Savery (1826 – 1905), hommes d'affaires
- Hoyt Sherman (1827 – 1904), banquier
- Hiram Y. Smith (1843 – 1894), homme politique
- Sumner F. Spofford, un des premiers maires de Des Moines
- S. S. Still (1851 – 1931), ostéopathe
- James M. Tuttle (1823 – 1892), soldat
- Henry Cantwell Wallace (1866 – 1924), homme politique
- James B. Weaver (1833 – 1912), homme politique
- George G. Wright (1820 – 1896), homme politique
- Lafayette Young (1848 – 1926), journaliste